# Chloroclystis punctinervis
Chloroclystis punctinervis är en fjärilsart som beskrevs av Holloway 1976. Chloroclystis punctinervis ingår i släktet Chloroclystis och familjen mätare. Inga underarter finns listade i Catalogue of Life.